# Paterna Caritas
Paterna Cariats è un'enciclica di papa Leone XIII, datata 25 luglio 1888, ed indirizzata ai cattolici armeni di Roma.
Proprio sotto papa Leone XIII viene istituito a Roma il Pontificio collegio armeno, a cui viene donata la chiesa di San Nicola da Tolentino. Il Sommo Pontefice nell'enciclica Paterna caritas motiva la sua decisione « perché si rispettasse, doverosamente, la lingua e la liturgia dell'Armenia, così commendabile per l'antichità, l'eleganza ed il gran numero di insigni scrittori; e molto più perché un Vescovo del vostro rito dimorasse costantemente a Roma per iniziare alle cose sante tutti gli alunni che il Signore chiamasse al suo particolare servizio. A tale effetto era stata fondata da lungo tempo anche una scuola nel Collegio Urbaniano per l'insegnamento della lingua Armena, e Pio IX, Nostro Predecessore, aveva provveduto a che nel ginnasio del Seminario pontificio romano vi fosse un professore per insegnare agli alunni del paese la lingua, la letteratura e la storia della nazione Armena ».